# Озёрное (Широковский район)

Озёрное (укр. Озерне) — село,
Степовой сельский совет, Широковский район, Днепропетровская область, Украина.
Код КОАТУУ — 1225885905. Население по переписи 2001 года составляло 60 человек.

## Географическое положение
Село Озёрное находится на расстоянии в 2 км от сёл Пологи и Кравцы.
Вокруг села несколько ирригационных каналов.

### История села

#### Вторая мировая война[2]
15 августа 1941 года село было оккупировано немецкими войскам. Село было сдано без боя. Немцы начали пропаганду своей идеологии в селе. Жителям села ничего не оставалось, кроме как сидеть под германской оккупацией.
1 декабря 1941 года начала свою борьбу «Великое Озёрное». 15 людей с советскими пистолетами начали битву с немцами. Спустя 3 дня было уничтожено 10 немцев, после этого село частично вышло из немецкой оккупации. Было создано Украинская Озёрская Республика Кривого рога (УОРК — УОРУР)
6 декабря было набрано 4-5 людей из соседнего села Кравцы, которые помогли в партизанской войне
11 декабря 1941 года было освобождено полностью Кравцы и соседнее село Отрадное
31 декабря 1941 года было около 27 партизан в УОРК
7 января 1942 года были полностью взяты Пологи
11 января 1942 года был бой за Степовое. В ночь 11 Января на 12 Января 1942 года Степовое зашла в УОРК.
19 января 1942 года немецкие войска начали битву за Кравцы и Пологи. Примерно в тот же день партизаны отступили с этих сел.
22 января 1942 года было взято в плен 9 партизанов УОРК и взято село Озёрное. Германия смогла победить небольшое движение Озёрской Республики.